# Emma Tillman
Emma Fanchon Faust Tillman, född 22 november 1892 i Gibsonville, North Carolina, USA, död 28 januari 2007 i East Hartford, Connecticut, USA, var världens äldsta person efter Emiliano Mercado del Toros bortgång den 24 januari 2007 fram till sin egen död fyra dagar senare. Hon blev 114 år och 67 dagar gammal.
Hennes mor arbetade som tjänare hos Katharine Hepburns familj.